# CagA
CagA که مخفف عبارت ژن اِی مرتبط با سمیت سلولی است، یک پروتئین ۱۲۰ تا ۱۴۵ کیلو دالتونی است که عامل ویرولانس هلیکوباکتر پیلوری محسوب می‌شود. در واقع سویه‌های هلیکوباکتر پیلوری را می‌توان به دو دسته تقسیم کرد: آنهایی که CagA دارند و آنهایی که ندارند. در حدود ۶۰٪ از سویه‌های هلیکوباکتر پیلوری در کشورهای غربی و ۱۰۰٪ در آسیای شرقی دارای این پروتئین هستند.
این عامل ویرولانس دارای سیستم ترشحی نوع ۴ است که از آن جهت تزریق پروتئین CagA به سلول هدف پس از اتصال هلیکوباکتر پیلوری به آن استفاده می‌کند. پس از ورود به سلول هدف، این پروتئین به سطح داخلی غشای سلول نقل مکان کرده و توسط آنزیم‌های خانواده کینازهای Src (مثلاً FYN و LYN) دچار فسفریلاسیون تیروزین می‌گردد.

## اهمیت بالینی
هلیکوباکتر پیلوری با بروز  لنفوم MALT و سرطان معده در ارتباط است و به‌نظر می‌رسد که پروتئین CagA در آن نقش داشته باشد.
این پروتئین همچنین به‌شدت آنتی‌ژنتیک است و با تحریک تولید اینترلوکین ۸، در بروز پاسخ التهابی شدید نقش دارد.